# Тратна-об-Воглайні
Тратна-об-Воглайні (словен. Tratna ob Voglajni) — поселення в общині Шентюр, Савинський регіон, Словенія. 
Висота над рівнем моря: 331,5 м.